# Athina Michailidou

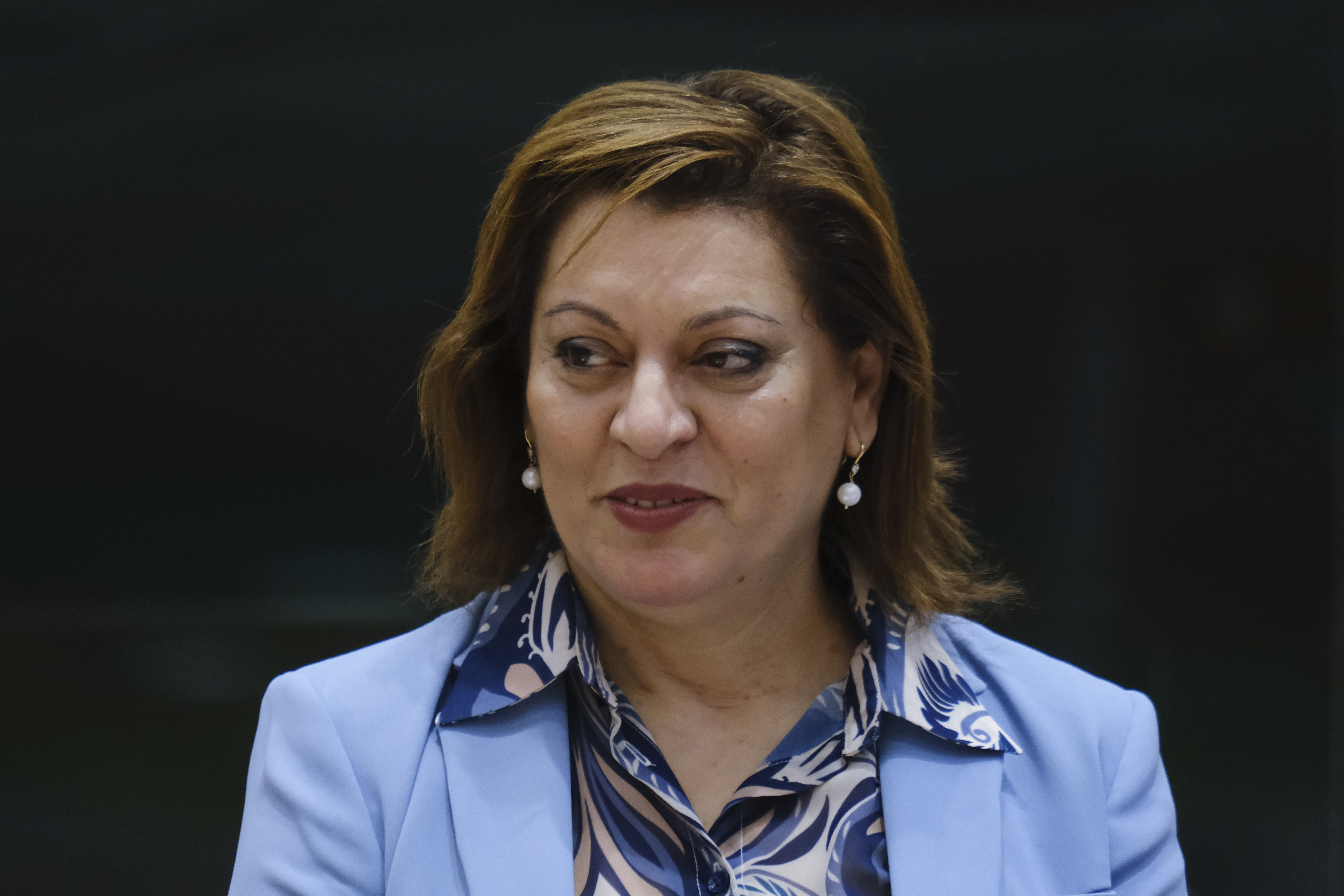
Athina Michailidou 2024

Athina Michailidou (griechisch Αθηνά Μιχαηλίδου; geboren im 20. Jahrhundert) ist eine zyprische Pädagogin und Politikerin, die seit März 2023 das Amt der Ministerin für Erziehung, Sport und Jugend Zyperns innehat.

## Leben und Karriere
Athina Michailidou stammt aus der seit 1974 durch türkische Streitkräfte illegal besetzten Stadt Kyrenia in Nordzypern. Sie studierte an der Pädagogischen Akademie von Zypern. Anschließend erwarb sie einen Bachelor an der Universität von Thessaloniki. Weitere Studien führten sie an die University of Manchester, wo sie einen Master in Erziehung erhielt. Danach wurde sie an der University of London in Educational Studies promoviert. Ihr Spezialgebiet waren die Evaluation und Forschung in der Erziehung. Nach ihren Studien begann sie ihre Karriere als Lehrerin an einer öffentlichen Schule und lehrte später als Professorin am zyprischen Pädagogischen Institut. Außerdem war sie dort Leiterin der Abteilung für Forschung und Bewertung, Leiterin des Zentrums für Bildungsforschung und -bewertung und schließlich dessen Direktorin. In dieser Funktion war sie stellvertretende Staatssekretärin des Ministeriums für Bildung, Kultur, Sport und Jugend und vertrat das Ministerium im Ausland in Arbeitsgruppen der Europäischen Kommission zu Bildungsfragen. Sie arbeitete auch als pädagogische Mitarbeiterin an der Open University of Cyprus und an der University of London. Viele Jahre lang koordinierte sie Seminare und Programme zur Bildungsinnovation, Aktionsforschung und Bildungspolitik. Ihre Forschungsinteressen betrafen vor allem die berufliche Entwicklung und die Einführung von Innovationen im Bildungswesen.
Im Juli 2022 wurde Athina Michailidou auf Beschluss des Ministerrats Zyperns zur stellvertretenden Staatssekretärin des Kulturministeriums ernannt, wo sie ihre umfassenden Kenntnisse in die Bildungsverwaltung einbrachte, um eine solide Grundlage für das neu eingerichtete stellvertretende Ministerium zu schaffen.
Im März 2023 ernannte der Präsident der Republik Zyperns Nikos Christodoulidis die parteilose Athina Michailidou zur Ministerin für Erziehung, Kultur, Sport und Jugend. In einem Interview gab sie an, es sei ihr erklärtes Ziel als Ministerin, Künstliche Intelligenz, Robotik und neue Technologien im Allgemeinen in das Bildungssystem zu integrieren, um dadurch die technologische Transformation der Bildung zu erreichen. Ferner plane sie, durch spezielle Programme Schüler und Lehrkräfte auch im psychosozialen Bereich zu stärken, um Gewalt in den Schulen zu verhindern. Außerdem plant die Ministerin, die Qualität der Hochschulbildung in Zypern wiederherzustellen und zu verbessern, wie sie selbst bei einem Besuch ihres griechischen Amtskollegen Kyriakos Pierrakakis angab.
Von August 2024 bis Juli 2025 übernahm sie im Namen von Zypern erstmalig die Leitung des Netzwerks der von Ländern der Europäischen Union eingerichteten Europäischen Schulen, von denen es dreizehn in sechs europäischen Ländern gibt.
Athina Michailidou ist geschieden, hat zwei Kinder und lebt in Aglandzia, einem Vorort von Nikosia.